# Luke de Tany
 (janvier 2018).
Si vous disposez d'ouvrages ou d'articles de référence ou si vous connaissez des sites web de qualité traitant du thème abordé ici, merci de compléter l'article en donnant les références utiles à sa vérifiabilité et en les liant à la section « Notes et références ».
Luke de Tany (mort le 6 novembre 1282) est un seigneur normand. Il est sénéchal de Gascogne pour le roi d'Angleterre Édouard Ier, puis participe à la conquête du pays de Galles pour ce même roi. C'est pendant cette conquête que Luke de Tany est défait et tué à la bataille de Moel-y-don.

## Biographie

### Origine et participation à la Neuvième croisade
L'origine de de Tany n'est pas claire : il vient d'une famille chevaleresque et possède des terres dans le Yorkshire et le Northumberland, dans le nord de l'Angleterre. À la fin de la Seconde guerre des barons, il est un loyal sujet du roi Henri III, qu'il sert en tant que connétable de Tickhill et de Knaresborough. C'est à ce titre qu'après un procès sommaire, il fait exécuter par décapitation plusieurs rebelles capturés. En 1270, il participe à la Neuvième croisade, menée par le prince Édouard d'Angleterre – le futur Édouard Ier. En tant que croisé, il est sous la protection de l'Église et ne peut pas être poursuivi pour ses exécutions illégales. Pendant la croisade, il sert comme amiral de la flotte.

### Sénéchal de Gascogne
Durant l'été 1273, au cours de son voyage de retour de la croisade, le nouveau roi Édouard Ier se rend en Gascogne, fief qu'il tient du roi de France Philippe III. Il y nomme de Tany, déjà seigneur de la cité de Lalinde depuis 1267, au rang de sénéchal de Gascogne. Ses prérogatives en tant que sénéchal sont clairement limitées, mais en raison de sa politique agressive, il est bientôt impliqué dans de nombreux conflits, y compris dans la querelle du roi avec Gaston de Béarn et la ville de Bazas où, en février 1274, deux de ses partisans sont tués. Néanmoins, le roi maintient de Tany en poste jusqu'à son retour en Angleterre en 1274. De Tany est impliqué dans d'autres conflits qu'il ne peut résoudre. Ses plaintes au sujet de de Tany restant sans réponse, Gaston de Béarn se tourne vers le Parlement à Paris. Toujours dans le même diocèse de Dax, la population de Dax se défend contre la gouvernance de de Tany. En 1278, le roi envoie deux de ses confidents, Othon de Grandson et Robert Burnell, en Gascogne pour enquêter sur les allégations faites contre de Tany. L'enquête, qui a lieu entre mai et septembre 1278, révèle que bien que l'administration de de Tany soit sévère, il ne doit pas être blâmé pour son insuccès ou pour la corruption régnant dans la ville. Il est remplacé par le Savoyard Jean Ier de Grailly, mais n'a pas à répondre de quoi que ce soit devant la cour et ne perd pas la faveur du roi.

### Campagne de Galles et mort
Au cours de la deuxième campagne d'Édouard Ier pour conquérir le pays de Galles en 1282 et 1283, de Tany est nommé, le 18 août 1282, commandant des troupes anglaises sur l'île d'Anglesey qu'il vient de conquérir avec Roger de Clifford, William Audley et d'autres chevaliers. En septembre, de Tany fait construire un pont de bateaux entre l'île et la terre ferme au détroit du Menai. L'armée de Luke de Tany franchit le détroit le 6 novembre 1282. Llywelyn, prévenu de la traversée, arrive sur les lieux depuis les montagnes à la tête d'une vaste armée lorsque la marée et la houle détruisent le pont, privant les Anglais de leur retraite. La plupart, lourdement armés, meurent noyés en tentant de fuir. Tandis que les pertes galloises sont peu importantes, l'armée anglaise est décimée. Luke de Tany, Roger de Clifford, Philipp et William Burnell – frères du chancelier Robert Burnell –, 16 chevaliers et leurs écuyers ainsi que 300 hommes de la troupe périssent.